# Ptychozoon nicobarensis
Espèce
Ptychozoon nicobarensis est une espèce de geckos de la famille des Gekkonidae.

## Répartition
Cette espèce est endémique des îles Nicobar en Inde.

## Étymologie
Son nom d'espèce, composé de nicobar et du suffixe latin -ensis, « qui vit dans, qui habite », lui a été donné en référence au lieu de sa découverte.

## Publication originale
- Das & Vijayakumar, 2009 : New species of Ptychozoon (Sauria: Gekkonidae) from the Nicobar Archipelago, Indian Ocean. Zootaxa, n. 2095, p. 8–20.